# S Ceará (S-14)
O S Ceará (S-14) foi um submarino da Classe Guanabara[carece de fontes?] adquirido em 1973 para a Força de Submarinos da Marinha do Brasil. Deu baixa no serviço ativo em 1987.
O submarino serviu a Marinha dos Estados Unidos com o nome de USS Amberjack (SS-522).